# Ordem da Imaculada Conceição
A Ordem da Imaculada Conceição (Ordo Inmaculatae Conceptionis, abreviado O.I.C.) é uma ordem religiosa de clausura monástica feminina, ligada à Igreja Católica e de vida contemplativa, fundada por Santa Beatriz da Silva, inicialmente sob as orientações da Regra de São Bento, tendo posteriormente assumido a Regra de Santa Clara de Assis até à aprovação de uma Regra própria em 1511.
As suas religiosas designam-se como Monjas Concepcionistas.
Actualmente, a Ordem conta com cerca de 165 mosteiros e conventos. Está presente na Espanha com  75 mosteiros e em mais 14 países: Argentina, Bélgica, Bolívia, Brasil, Colômbia, Equador, El Salvador, Guiné Equatorial, Honduras, Índia, México, Peru, Portugal e Venezuela. 

## Origens e fundação da Ordem
D. Beatriz da Silva nasceu em 1424 em Campo Maior, Portugal, filha de D. Rui Gomes da Silva, alcaide da vila fronteiriça de Campo Maior, e de D. Isabel de Menezes, Condessa de Portalegre, esta última aparentada com as casas reais de Espanha e Portugal. Era irmã do frade franciscano Beato Amadeu da Silva. 
Ao unir-se em segundas núpcias o Rei João II de Castela com D. Isabel de Portugal, a nobre D. Beatriz chega à corte castelhana como dama de honor da nova Rainha de Castela.

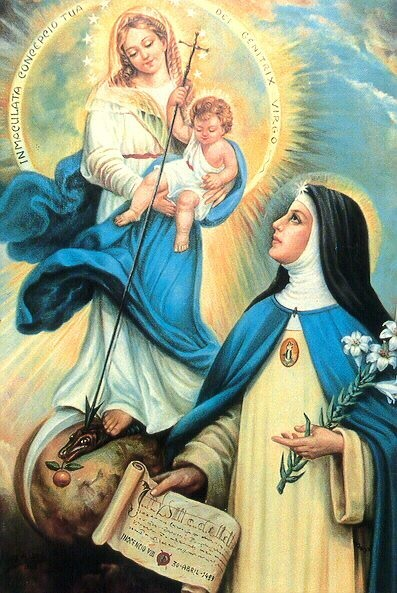
Santa Beatriz da Silva e Nossa Senhora da Conceição, a patrona da ordem religiosa

Segundo a tradição, D. Beatriz teve uma aparição em que Santíssima Virgem Maria  lhe confiou o desejo de fundar uma ordem consagrada ao culto e à honra da sua Imaculada Conceição. Nesse momento, D. Beatriz saiu da corte e refugiou-se no Mosteiro das Irmãs Dominicanas de Toledo, vivendo 30 anos em ambiente religioso, apesar de não ser na altura freira. A Rainha D. Isabel, a Católica, filha da referida Infanta D. Isabel de Portugal, Rainha de Castela, da qual foi dama Beatriz, ajudou-a muito na fundação da nova Ordem, doou-lhe o Palácio de Galiana em Toledo e facilitou-lhe também as negociações com a Santa Sé. 

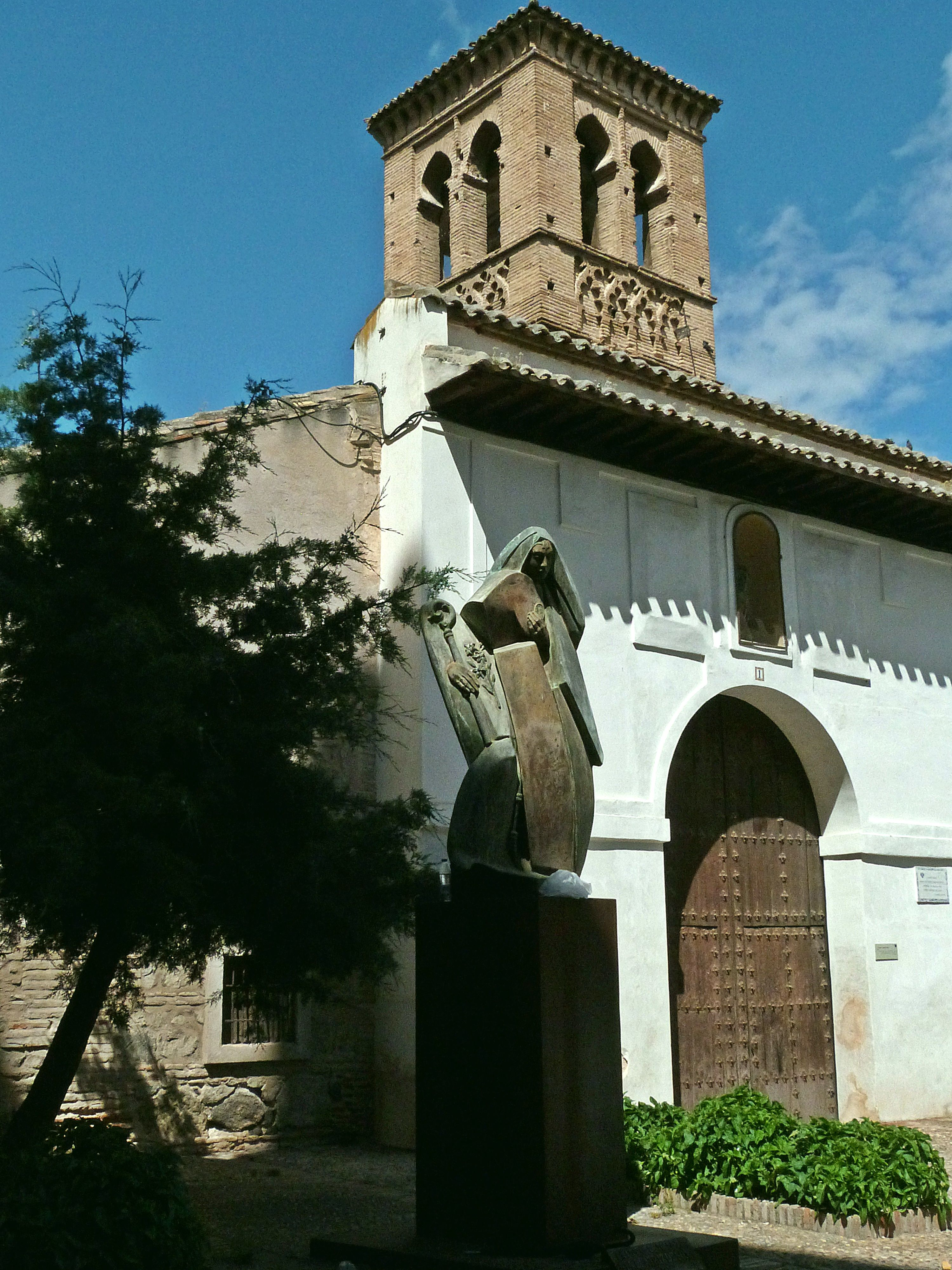
O Mosteiro (Casa-Mãe) das Monjas Concepcionistas em Toledo, Espanha

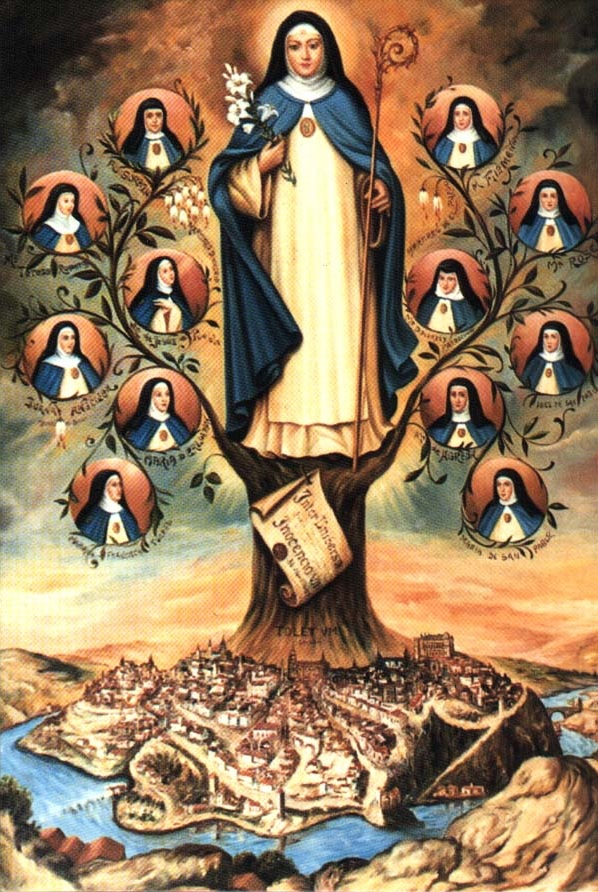
A Ordem da Imaculada Conceição foi fundada por Santa Beatriz da Silva

A nobre D. Beatriz da Silva, então religiosa, começou a sua nova vida contemplativa com doze companheiras. A nova congregação religiosa dedicada à Imaculada Conceição da Virgem Maria foi aprovada pelo Papa Inocêncio VIII no dia 30 de abril de 1489, com direito ao uso de hábito religioso e outros usos próprios, tornando-se, mais tarde, em 1511, com Regra própria e com o nome oficial de Ordem da Imaculada Conceição.

## Relacionamento com o franciscanismo
No ano de 1492, na sua cama, doente e vestida com o seu hábito religioso, faleceu a fundadora da Ordem da Imaculada Conceição. Isso fez com que, a partir desse momento, com o seu desaparecimento e orientação, a Ordem tenha ficado desprotegida. 
Esta Ordem religiosa não nasceu franciscana, muito embora desde o início os franciscanos tivessem uma proximidade grande com Santa Beatriz da Silva, a comprová-lo está o facto de ter um diretor espiritual franciscano, Frei João de Toulouse, a quem manda chamar após a sua morte; a prová-lo está também o facto de terem sido os franciscanos a receberem a profissão religiosa de Beatriz no seu leito de morte e a acolherem uma semana depois da morte da fundadora a profissão das suas companheiras. Com as reformas levadas a cabo pelo Cardeal Cisneros a Igreja Católica espanhola determinou que a Ordem que emergia ficasse sobre a regra de Santa Clara de Assis e isto sucedeu até ao ano de 1511 em que recebe uma Regra própria, por Bula do Papa Júlio II, o qual confia a nova Ordem aos cuidados e protecção do Ministro Geral da Ordem dos Frades Menores. Desse modo, esta passou também a estar relacionada com os franciscanos.

## Concepcionistas célebres

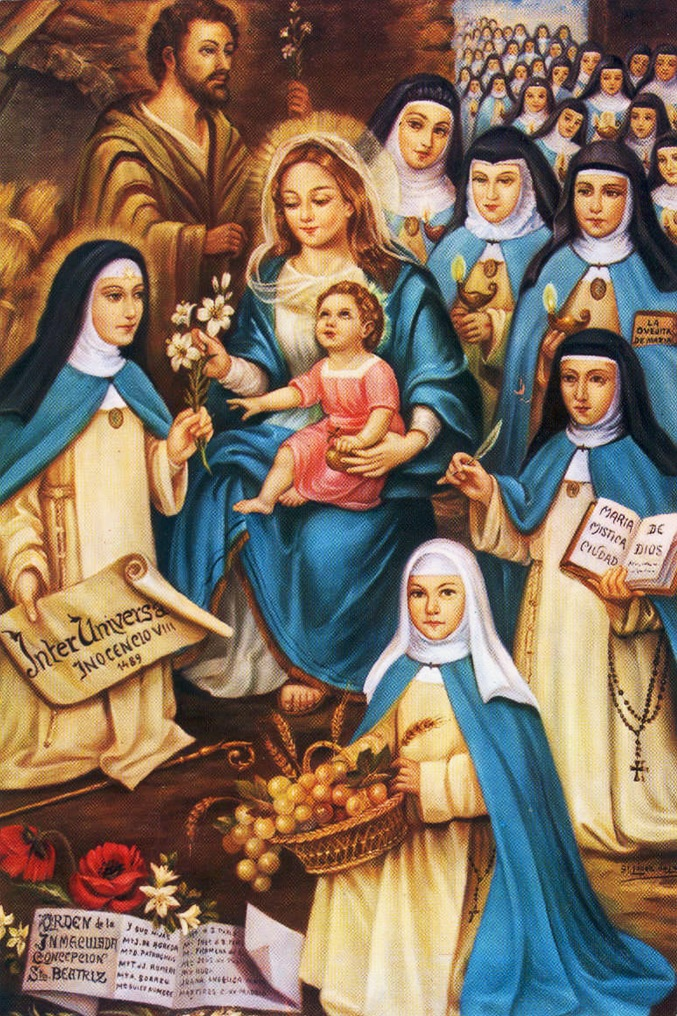
Santa Beatriz da Silva e as Veneráveis Concepcionistas

Membros mais destacados da Ordem foram a famosa Venerável Maria de Jesus de Ágreda; a Venerável María de Jesús de Tomelín "O Lírio de Puebla"; a Sóror Patrocínio, conhecida como a Monja das Chagas na corte da rainha Isabel II de Espanha a meados do século XIX; e também Ángeles Sorazu, além de varias mártires espanholas assassinadas en 1936. Já no século XX destacaram-se: Madre Mercedes de Jesús Egido, quem empreendeu o chamado "regresso às origens" da ordem religiosa.

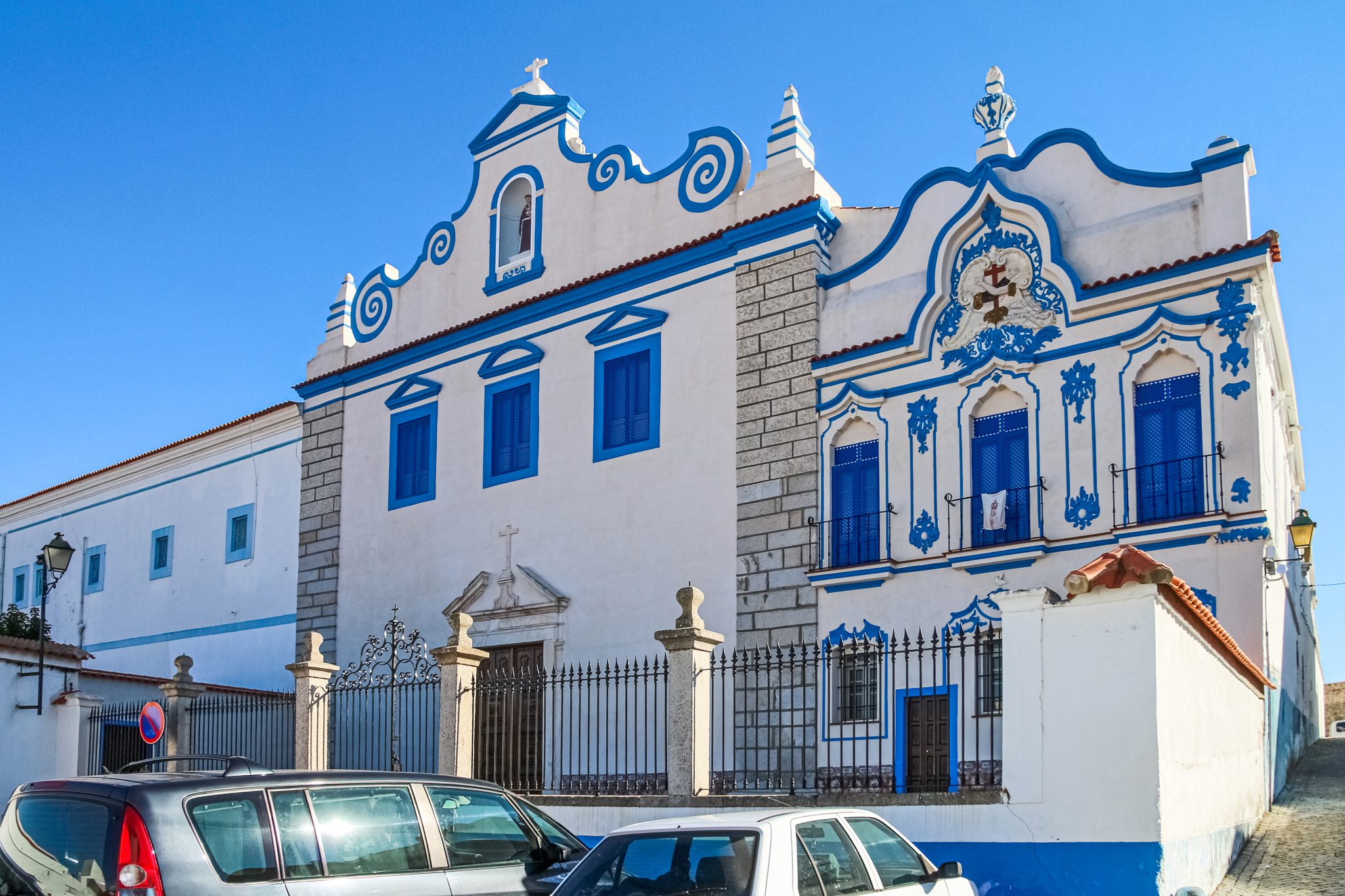
Mosteiro da Ordem da Imaculada Conceição em Campo Maior

De referir, ainda, a notável Serva de Deus Madre Mariana de Jesus Torres, de Quito, no Equador, mais conhecida por ter recebido inúmeras aparições e mensagens de Nossa Senhora do Bom Sucesso.

## Irmãos da Imaculada Conceição e de Santa Beatriz da Silva
Os Irmãos da Imaculada Conceição e de Santa Beatriz de Silva (ou Concepcionistas Franciscanos) são uma Associação Pública de Fiéis fundada em 2009 por Madre Elvia Gutiérrez Arias OIC, na Diocese de Girardot (Colômbia), com vista a constituir-se como Instituto Clerical e ramo masculino da Ordem da Imaculada Conceição (OIC). Futuramente, pela adesão de mais membros e com a difusão do carisma pelo mundo, os Irmãos da Imaculada Conceição poderão, de fato, se tornar o ramo masculino da ordem e receberem o reconhecimento pontifício da Santa Sé.